# Доминика на Светском првенству у атлетици на отвореном 2017.
Доминика је учествовала на Светском првенству у атлетици на отвореном 2017. одржаном у Лондону од 4. до 13. августа петнаести пут. Репрезентацију Доминике представљала су 2 такмичара (1 мушкарац и 1 жена) који су се такмичили у троскоку.,
На овом првенству такмичари Доминике нису освојили ниједну медаљу, нити су остварили неки резултат.

## Учесници
| Мушкарци: - Јорданис Дуранона — Троскок | Жене: - Те Лафонд — Троскок |  |

## Резултати

### Мушкарци
| Атлетичар         | Дисциплина | Лични рекорд | Квалификације | Квалификације | Финале   | Финале       | Детаљи |
| Атлетичар         | Дисциплина | Лични рекорд | Резултат      | Место         | Резултат | Место        | Детаљи |
| ----------------- | ---------- | ------------ | ------------- | ------------- | -------- | ------------ | ------ |
| Јорданис Дуранона | троскок    | 17,20        | 16,71 кв      | 4. у гр Б     | 16,42    | 11 / 30 (31) |        |

### Жене
| Атлетичарка | Дисциплина | Лични рекорд | Квалификације | Квалификације | Финале                | Финале  | Детаљи                                   |
| Атлетичарка | Дисциплина | Лични рекорд | Резултат      | Место         | Резултат              | Место   | Детаљи                                   |
| ----------- | ---------- | ------------ | ------------- | ------------- | --------------------- | ------- | ---------------------------------------- |
| Те Лафонд   | троскок    | 14,20        | 13,82         | 11. у гр Б    | Није се квалификовала | 19 / 26 | Архивирано на веб-сајту (5. август 2018) |